# Joseph Darby
Joseph Darby (* 1979 in Corriganville, Maryland, USA)  ist ein US-amerikanischer Sergeant der US-Militärpolizist, der die Gefangenenmisshandlung in Abu Ghraib als Whistleblower ans Licht der Öffentlichkeit brachte.
Im Januar 2004 übergab Darby eine CD mit Fotografien und eine anonyme Kurzbeschreibung an den Special Agent Tyler Pieron vom US Army Criminal Investigation Command, das im Abu-Ghuraib-Gefängnis stationiert war. Damit löste er eine Lawine von Nachforschungen und Medienberichten über diese gravierenden Verletzungen der Genfer Konventionen aus. 
Darby hatte sich ursprünglich ausbedungen, anonym bleiben zu dürfen. Als man ihn dienstlich befragte, wie er in den Besitz der Fotos gekommen war, stellte er sich aber notgedrungen. Er sagte wörtlich: "Es vergewaltigte alles, woran ich persönlich glaube, und alles, was man mir  an Ehrenregeln der Kriegsführung beigebracht hatte." 
Er hatte Lynndie England seit der Grundausbildung gekannt. Er bezeugte gerichtlich, dass er die Fotos von Charles Graner erhalten hatte.
Seit der Aufdeckung des Skandals sind Joseph Darby und seine Ehefrau Bernadette in ihrer Wohngegend Opfer des Mobbings. Er wurde von ehemaligen Freunden und Nachbarn geschnitten oder angepöbelt, ihr Eigentum wurde beschädigt. Es wurde notwendig und bewilligt, sie in einem Opferschutz-Programm an einem geheim gehaltenen Ort unterzubringen. Bernadette äußerte dazu:

„We did not receive the response I thought we would. People were, they were mean, saying he was a walking dead man, he was walking around with a bull's-eye on his head. It was scary.“

„Wir bekamen nicht die Resonanz, die ich erwartet hatte. Leute waren, sie waren gemein, sagten er sei so gut wie tot, er sei eine laufende Zielscheibe. Es war beängstigend.“

Am 16. Mai 2005 erhielt er in Anerkennung seiner bürgerschaftlichen Zivilcourage den John F. Kennedy Profile in Courage Award.